# Peromyscus hooperi
Peromyscus hooperi е вид бозайник от семейство Хомякови (Cricetidae).

## Разпространение
Видът е разпространен в Мексико.